# 内村てらす
『内村てらす』（うちむらてらす）は、日本テレビにおいて、2016年1月22日から2018年3月30日まで放送されていたバラエティ番組である。内村光良（ウッチャンナンチャン）の冠番組。
2017年4月7日から2018年3月30日まで新シリーズ『内村てらす Season2』として放送され、内容もロケ中心の企画となった。

## 番組概要
内村光良が毎回もっと光るべき芸人にスポットライトを当て、魅力に迫る番組。
スポットライトを当てられる主役芸人登場時の出囃子はランチマネー・ルイス『Bills』。

## 出演
- 内村光良（ウッチャンナンチャン）- 司会進行
- 中島芽生（日本テレビアナウンサー）- アシスタント
- 斎藤司（トレンディエンジェル）- DJてらす
- ガンバレルーヤ - Season2途中からレギュラー

過去の出演者
- 小熊美香（日本テレビアナウンサー）- Season2(2017年7月25日まで)までアシスタントを担当

## 放送時間
日本テレビ
毎週金曜 1:29 - 1:59（木曜深夜、JST）

## ゲスト・放送内容

### 内村てらす
| 2016年 - 2017年 | 2016年 - 2017年 | 2016年 - 2017年 | 2016年 - 2017年 | 2016年 - 2017年                                 |
| 回              | 放送日          | 主役芸人 | 主役芸人を良く知るゲスト | 備考                                            |
| --------------- | --------------- | --- | --- | ----------------------------------------------- |
| 1               | 1月22日         | 千鳥 | 笑い飯 |                                                 |
| 2               | 1月29日         | 千鳥 | 笑い飯 |                                                 |
| 3               | 2月5日          | スピードワゴン | 徳井義実（チュートリアル） 松田大輔（東京ダイナマイト） |                                                 |
| 4               | 2月12日         | スピードワゴン | 徳井義実（チュートリアル） 松田大輔（東京ダイナマイト） |                                                 |
| 5               | 2月19日         | NON STYLE | 田村裕（麒麟） 吉村崇（平成ノブシコブシ） |                                                 |
| 6               | 2月26日         | NON STYLE | 田村裕（麒麟） 吉村崇（平成ノブシコブシ） |                                                 |
| 7               | 3月4日          | ロバート | 椿鬼奴 板倉俊之（インパルス） |                                                 |
| 8               | 3月11日         | ロバート | 椿鬼奴 板倉俊之（インパルス） |                                                 |
| SP              | 3月12日         | 土曜特番 内村てらす2時間スペシャル 芸人が知られざる日本のイイとこ照らします! ゲスト：井戸田潤（スピードワゴン）、大西ライオン、千鳥、トレンディエンジェル、NON STYLE、メイプル超合金、もう中学生、ロバート | 土曜特番 内村てらす2時間スペシャル 芸人が知られざる日本のイイとこ照らします! ゲスト：井戸田潤（スピードワゴン）、大西ライオン、千鳥、トレンディエンジェル、NON STYLE、メイプル超合金、もう中学生、ロバート | 土曜13:30 - 15:30に放送                         |
| 9               | 3月18日         | 爆笑傑作エピソードBEST17 | 爆笑傑作エピソードBEST17 | 爆笑傑作エピソードBEST17                        |
| 10              | 3月25日         | ロッチ | ふかわりょう フルーツポンチ |                                                 |
| 11              | 4月1日          | ロッチ | ふかわりょう フルーツポンチ |                                                 |
| 12              | 4月8日          | ジャルジャル | 小沢一敬（スピードワゴン） 村本大輔（ウーマンラッシュアワー） |                                                 |
| 13              | 4月22日         | ジャルジャル | 小沢一敬（スピードワゴン） 村本大輔（ウーマンラッシュアワー） | 4月15日は熊本地震に伴う緊急報道体制のため休止。 |
| 14              | 4月29日         | メイプル超合金 馬鹿よ貴方は | メイプル超合金 馬鹿よ貴方は |                                                 |
| 15              | 5月6日          | メイプル超合金 馬鹿よ貴方は | メイプル超合金 馬鹿よ貴方は |                                                 |
| 16              | 5月13日         | 友近 | 飯尾和樹（ずん） 礼二（中川家） |                                                 |
| 17              | 5月20日         | 友近 | 飯尾和樹（ずん） 礼二（中川家） |                                                 |
| 18              | 5月27日         | アンガールズ | ケンドーコバヤシ チャンカワイ（Wエンジン） |                                                 |
| 19              | 6月3日          | アンガールズ | ケンドーコバヤシ チャンカワイ（Wエンジン） |                                                 |
| 20              | 6月10日         | サンドウィッチマン | U字工事 林信亨（サンドウィッチマンマネージャー） |                                                 |
| 21              | 6月17日         | サンドウィッチマン | U字工事 林信亨（サンドウィッチマンマネージャー） |                                                 |
| 22              | 6月24日         | ナイツ | U字工事 |                                                 |
| 23              | 7月1日          | ナイツ | U字工事 |                                                 |
| 24              | 7月8日          | 東京03 | バカリズム 大水洋介（ラバーガール） |                                                 |
| 25              | 7月15日         | 東京03 | バカリズム 大水洋介（ラバーガール） |                                                 |
| 26              | 7月22日         | COWCOW | 品川祐（品川庄司） 佐久間一行 |                                                 |
| 27              | 7月29日         | COWCOW | 品川祐（品川庄司） 佐久間一行 |                                                 |
| 28              | 8月5日          | トレンディエンジェル インポッシブル | 村上健志（フルーツポンチ） 斎藤の代役でDJを担当 |                                                 |
| 29              | 8月12日         | トレンディエンジェル インポッシブル | 村上健志（フルーツポンチ） 斎藤の代役でDJを担当 |                                                 |
| 30              | 8月19日         | ハライチ | 綾部祐二（ピース） バービー（フォーリンラブ） |                                                 |
| 31              | 8月26日         | ハライチ | 綾部祐二（ピース） バービー（フォーリンラブ） |                                                 |
| 32              | 9月2日          | ダイアン | 千鳥 |                                                 |
| 33              | 9月9日          | ダイアン | 千鳥 |                                                 |
| 34              | 9月16日         | 流れ星 | 若林正恭（オードリー） 飯尾和樹（ずん） |                                                 |
| 35              | 9月23日         | 流れ星 | 若林正恭（オードリー） 飯尾和樹（ずん） |                                                 |
| 36              | 9月30日         | 芸人のヒミツベスト13 | 芸人のヒミツベスト13 | 芸人のヒミツベスト13                            |
| 37              | 10月7日         | 尼神インター エル・カブキ 大自然 | 尼神インター エル・カブキ 大自然 |                                                 |
| 38              | 10月14日        | 尼神インター エル・カブキ 大自然 | 尼神インター エル・カブキ 大自然 |                                                 |
| 39              | 10月21日        | タイムマシーン3号 磁石 | タイムマシーン3号 磁石 |                                                 |
| 40              | 10月28日        | タイムマシーン3号 磁石 | タイムマシーン3号 磁石 |                                                 |
| 41              | 11月4日         | ななまがり コマンダンテ バッドナイス常田 | ななまがり コマンダンテ バッドナイス常田 |                                                 |
| 42              | 11月11日        | ななまがり コマンダンテ バッドナイス常田 | ななまがり コマンダンテ バッドナイス常田 |                                                 |
| 43              | 11月18日        | スーパーニュウニュウ だーりんず すゑひろがりず | スーパーニュウニュウ だーりんず すゑひろがりず |                                                 |
| 44              | 11月25日        | スーパーニュウニュウ だーりんず すゑひろがりず | スーパーニュウニュウ だーりんず すゑひろがりず |                                                 |
| 45              | 12月2日         | シソンヌ さらば青春の光 | シソンヌ さらば青春の光 |                                                 |
| 46              | 12月9日         | シソンヌ さらば青春の光 | シソンヌ さらば青春の光 |                                                 |
| 47              | 12月16日        | シックスガンズ （しずる、ライス、サルゴリラ） | シックスガンズ （しずる、ライス、サルゴリラ） |                                                 |
| 48              | 12月23日        | シックスガンズ （しずる、ライス、サルゴリラ） | シックスガンズ （しずる、ライス、サルゴリラ） |                                                 |
| 49              | 12月30日        | 内村もハマったネタ6連発! | 内村もハマったネタ6連発! | 内村もハマったネタ6連発!                        |
| 50              | 2017年 1月6日   | アキナ シンクロック サツマカワRPG | アキナ シンクロック サツマカワRPG |                                                 |
| 51              | 1月13日         | アキナ シンクロック サツマカワRPG | アキナ シンクロック サツマカワRPG |                                                 |
| 52              | 1月20日         | カミナリ Aマッソ 粗品 | カミナリ Aマッソ 粗品 |                                                 |
| 53              | 1月27日         | カミナリ Aマッソ 粗品 | カミナリ Aマッソ 粗品 |                                                 |
| 54              | 2月3日          | アイロンヘッド ガンバレルーヤ ギャロップ | ダイアン |                                                 |
| 55              | 2月10日         | アイロンヘッド ガンバレルーヤ ギャロップ | ダイアン |                                                 |
| 56              | 2月17日         | レイザーラモン | ケンドーコバヤシ 品川祐（品川庄司） |                                                 |
| 57              | 2月24日         | レイザーラモン | ケンドーコバヤシ 品川祐（品川庄司） |                                                 |
| 58              | 3月3日          | 大自然 バッドナイス常田 ガンバレルーヤ | 大自然 バッドナイス常田 ガンバレルーヤ |                                                 |
| 59              | 3月10日         | 大自然 バッドナイス常田 ガンバレルーヤ | 大自然 バッドナイス常田 ガンバレルーヤ |                                                 |
| 60              | 3月17日         | 和牛 ミキ | 和牛 ミキ |                                                 |
| 61              | 3月24日         | 和牛 ミキ | 和牛 ミキ |                                                 |
| 62              | 3月31日         | もう1度見たい爆笑名場面BEST15 | もう1度見たい爆笑名場面BEST15 | もう1度見たい爆笑名場面BEST15                   |

### 内村てらす Season2
| 2017年 - 2018年 | 2017年 - 2018年 | 2017年 - 2018年                                                   | 2017年 - 2018年                                                                                               | 2017年 - 2018年              |
| 回              | 放送日          | 内容                                                              | ゲスト | 備考                         |
| --------------- | --------------- | ----------------------------------------------------------------- | --- | ---------------------------- |
| 63              | 4月7日          | 若手芸人格差チェンジ                                              | 千鳥 VTR：上田雅史（くりおね） 鈴木もぐら（空気階段） 森川やるしかねぇ（さかえ） ガンバレルーヤ               |                              |
| 64              | 4月14日         | 若手芸人格差チェンジ                                              | 千鳥 VTR：上田雅史（くりおね） 鈴木もぐら（空気階段） 森川やるしかねぇ（さかえ） ガンバレルーヤ               |                              |
| 65              | 4月21日         | 漫才観光協会                                                      | 石田明（NON STYLE） カミナリ                                                                                  |                              |
| 66              | 4月28日         | 漫才観光協会                                                      | 石田明（NON STYLE） カミナリ                                                                                  |                              |
| 67              | 5月5日          | ガンバレルーヤの村ビンゴ 前編                                     | ガンバレルーヤ ダイアン VTR：尼神インター                                                                     | ガンバレルーヤがレギュラーに |
| 68              | 5月12日         | ガンバレルーヤの村ビンゴ 後編 ガンバレルーヤの東京お引越しに密着! | ガンバレルーヤ ダイアン VTR：尼神インター                                                                     |                              |
| 69              | 5月19日         | ダイアンのゴイゴイスクープ                                        | ダイアン VTR：尼神インター                                                                                    |                              |
| 70              | 5月26日         | ダイアンのゴイゴイスクープ                                        | ダイアン VTR：尼神インター                                                                                    |                              |
| 71              | 6月2日          | 秋山＆RGの鼻歌さんぽ                                              | 秋山竜次（ロバート） 黒沢かずこ（森三中） VTR：レイザーラモンRG                                               |                              |
| 72              | 6月9日          | ガンバレルーヤの村ビンゴ IN 明日香村                              | スピードワゴン                                                                                                |                              |
| 73              | 6月16日         | ガンバレルーヤの村ビンゴ IN 明日香村                              | スピードワゴン                                                                                                |                              |
| 74              | 6月23日         | 最高の解散                                                        | 平成ノブシコブシ 吉田結衣 木尾陽平 オラキオ 岡野陽一                                                          |                              |
| 75              | 6月30日         | 最高の解散                                                        | 平成ノブシコブシ 吉田結衣 木尾陽平 オラキオ 岡野陽一                                                          |                              |
| 76              | 7月7日          | JKにウケる!リズムネタ芸人オーディション                           | たかし（トレンディエンジェル） 小島よしお ゆるえもん クロコップ 兜蟹                                          |                              |
| 77              | 7月14日         | JKが推す新リズムネタ芸人 トレエン斎藤ハゲ喜団                     | たかし（トレンディエンジェル） 小島よしお ゆるえもん クロコップ 兜蟹                                          |                              |
| 78              | 7月21日         | 爆笑名場面ベスト10                                                | 爆笑名場面ベスト10                                                                                            |                              |
| SP              | 7月25日         | 芸人お悩み相談所                                                  | バカリズム 千鳥 徳井健太（平成ノブシコブシ） 銀シャリ 小倉優子 安田善紀 ケン・カトウ                          | 火曜「プラチナイト」枠で放送 |
| 79              | 7月28日         | ガンバレルーヤの村ビンゴ IN ナダルの地元・南山城村                | コロコロチキチキペッパーズ                                                                                    | 中島芽生がアシスタントに     |
| 80              | 8月4日          | ガンバレルーヤの村ビンゴ IN ナダルの地元・南山城村                | コロコロチキチキペッパーズ                                                                                    |                              |
| 81              | 8月11日         | キャラクター達の悩みSP                                            | レイザーラモン チョコレートプラネット キャベツ確認中 お侍ちゃん ケンドーコバヤシ 徳井健太（平成ノブシコブシ） |                              |
| 82              | 8月18日         | キャラクター達の悩みSP                                            | レイザーラモン チョコレートプラネット キャベツ確認中 お侍ちゃん ケンドーコバヤシ 徳井健太（平成ノブシコブシ） |                              |
| 83              | 8月25日         | JKにウケるショートネタオーディション                              | シソンヌ さらば青春の光 ローズヒップファニーファニー                                                          |                              |
| 84              | 9月1日          | JKにウケるショートネタオーディション                              | シソンヌ さらば青春の光 ローズヒップファニーファニー                                                          |                              |
| 85              | 9月8日          | 女芸人の幸せを考える                                              | ミラクルひかる 横澤夏子 尼神インター 阿佐ヶ谷姉妹 光浦靖子（オアシズ） 徳井健太（平成ノブシコブシ）           |                              |
| 86              | 9月15日         | 女芸人の幸せを考える                                              | ミラクルひかる 横澤夏子 尼神インター 阿佐ヶ谷姉妹 光浦靖子（オアシズ） 徳井健太（平成ノブシコブシ）           |                              |
| 87              | 9月22日         | 芸人の夫婦愛をてらす                                              | ダイアン お侍ちゃん 田中一彦（スーパーマラドーナ） 藤本美貴 徳井健太（平成ノブシコブシ）                      | 徳井健太はゲスト最多出演     |
| 88              | 9月29日         | 芸人の夫婦愛をてらす                                              | ダイアン お侍ちゃん 田中一彦（スーパーマラドーナ） 藤本美貴 徳井健太（平成ノブシコブシ）                      |                              |
| 89              | 10月6日         | 新企画！笑スタグラム選手権                                        | さらば青春の光 カミナリ シューマッハ 岡田結実                                                                 |                              |
| 90              | 10月13日        | 新企画！笑スタグラム選手権                                        | さらば青春の光 カミナリ シューマッハ 岡田結実                                                                 |                              |
| 91              | 10月20日        | 笑スタグラム選手権                                                | シューマッハ ミキ ボーイフレンド 若槻千夏                                                                     |                              |
| 92              | 10月27日        | 笑スタグラム選手権                                                | シューマッハ ミキ ボーイフレンド 若槻千夏                                                                     |                              |
| 93              | 11月3日         | 笑スタグラム選手権 第3弾!                                         | バッドナイス常田 シューマッハ さらば青春の光 泉里香                                                           |                              |
| 94              | 11月10日        | 笑スタグラム選手権 第3弾!                                         | バッドナイス常田 シューマッハ さらば青春の光 泉里香                                                           |                              |
| 95              | 11月17日        | 笑スタグラム選手権                                                | チョコレートプラネット 霜降り明星 朝比奈彩                                                                    |                              |
| 96              | 11月24日        | 笑スタグラム選手権                                                | チョコレートプラネット 霜降り明星 朝比奈彩                                                                    |                              |
| 97              | 12月1日         | かまいたち＆にゃんこスターをてらす                                | かまいたち にゃんこスター 徳井健太（平成ノブシコブシ）                                                        |                              |
| 98              | 12月8日         | かまいたち＆にゃんこスターをてらす                                | かまいたち にゃんこスター 徳井健太（平成ノブシコブシ）                                                        |                              |
| 99              | 12月15日        | 次世代女芸人クリスマスパーティ                                    | 尼神インター ゆりやんレトリィバァ                                                                             |                              |
| 100             | 12月22日        | 次世代女芸人クリスマスパーティ                                    | 尼神インター ゆりやんレトリィバァ                                                                             |                              |
| 101             | 12月29日        | 爆笑名場面ランキング                                              | 爆笑名場面ランキング                                                                                          |                              |
| 102             | 2018年 1月12日  | 次世代男女コンビSP                                                | ゆにばーす パーパー ペコリーノ にゃんこスター 山里亮太（南海キャンディーズ）                                  |                              |
| 103             | 1月19日         | 次世代男女コンビSP                                                | ゆにばーす パーパー ペコリーノ にゃんこスター 山里亮太（南海キャンディーズ）                                  |                              |
| 104             | 1月26日         | 笑スタグラム選手権                                                | 東京ホテイソン ZAZY 鈴木奈々                                                                                  |                              |
| 105             | 2月2日          | 笑スタグラム選手権                                                | 東京ホテイソン ZAZY 鈴木奈々                                                                                  |                              |
| 106             | 2月9日          | ご意見番ノブコブ徳井が気になる芸人SP                              | 徳井健太（平成ノブシコブシ） きつね 笑撃戦隊 西村ヒロチョ                                                     |                              |
| 107             | 2月16日         | ご意見番ノブコブ徳井が気になる芸人SP                              | 徳井健太（平成ノブシコブシ） きつね 笑撃戦隊 西村ヒロチョ                                                     |                              |
| 108             | 2月23日         | 笑スタグラム選手権                                                | チョコレートプラネット 脳みそ夫 ダレノガレ明美                                                                |                              |
| 109             | 3月2日          | 笑スタグラム選手権                                                | チョコレートプラネット 脳みそ夫 ダレノガレ明美                                                                |                              |
| 110             | 3月9日          | 野性爆弾をてらす                                                  | 野性爆弾 関根勤 小籔千豊                                                                                      |                              |
| 111             | 3月16日         | 野性爆弾をてらす                                                  | 野性爆弾 関根勤 小籔千豊                                                                                      |                              |
| 112             | 3月23日         | もうちょっと照らして欲しい芸人SP                                  | 千鳥 ダイアン ゆるえもん お侍ちゃん 岡野陽一 バッドナイス常田                                                 |                              |
| 113             | 3月30日         | もうちょっと照らして欲しい芸人SP                                  | 千鳥 ダイアン ゆるえもん お侍ちゃん 岡野陽一 バッドナイス常田                                                 |                              |

## スタッフ
- 企画・演出：福田逸平太
- ナレーション：斎藤司
- 構成：片岡正徳、橋本大介
- TM：小椋敏宏
- SW：蔦佳樹、鎌倉和由
- CAM：大庭茂嗣、蔦佳樹、荻野高康
- MIX：村瀬修一
- VE：天内理絵、矢田部昭
- 美術プロデューサー：牧野沙和
- デザイン：熊崎真知子
- 装置：鎌田直毅
- 電飾：内堀真吾
- 装飾：森川望美
- 照明：小笠原雅登、大矢晃
- メイク：畠山紗矢香
- 美術協力：日テレアート
- 編集：小嶺浩一
- MA：田邊雅之（オムニバスジャパン）
- 技術協力：NiTRO
- 音効：岡田淳一
- CG：ドラゴン・プー・ピクチャーズ
- モニター：ミジェット
- カラオケ音源協力：JOYSOUND
- TK：山沢啓子
- デスク：佐藤恵子
- AD：野本悟史、吉川愛梨、北條学、中野静香、西村翼、沖野優
- AP：神野友里、山ノ内禎枝
- ディレクター：森伸太郎、宮本将孝、我妻哲也、藤野義明、中野栞里
- プロデューサー：横田崇、末延靖章（末延→2017年6月2日 - ）／羽村直子、円城寺剛
- チーフプロデューサー：伊東修（2016年12月2日 - 、※2016年1月22日 - 5月20日の期間も担当）
- 制作協力：SINGARI、極東電視台
- 製作著作：日テレ

### 過去のスタッフ
- TM：江村多加司、新名大作
- デザイン：高井美貴
- カラオケ音源協力：第一興商
- TK：山際慎子
- AD：北奥蓉平
- ディレクター：山井貴超、伊藤真莉衣
- チーフプロデューサー：松岡至（2016年6月3日 - 11月25日）

## ネット局等
地上波ネット局
| 放送対象地域 | 放送局            | 系列           | 放送日時                     | ネット状況 | 備考   |
| ------------ | ----------------- | -------------- | ---------------------------- | ---------- | ------ |
| 関東広域圏   | 日本テレビ（NTV） | 日本テレビ系列 | 金曜 1:29 - 1:59（木曜深夜） | 制作局     | 制作局 |
| 北海道       | 札幌テレビ（STV） | 日本テレビ系列 | 木曜 1:34 - 2:04（水曜深夜） | 遅れネット |        |
| 富山県       | 北日本放送（KNB） | 日本テレビ系列 | 木曜 1:29 - 1:59（水曜深夜） | 遅れネット |        |
| 中京広域圏   | 中京テレビ（CTV） | 日本テレビ系列 | 日曜 1:25 - 1:55（土曜深夜） | 遅れネット |        |
| 福岡県       | 福岡放送（FBS）   | 日本テレビ系列 | 金曜 1:29 - 1:59（木曜深夜） | 遅れネット |        |
| 大分県       | 大分放送（OBS）   | TBS系列        | 木曜 0:55 - 1:25（水曜深夜） | 遅れネット |        |
| 宮崎県       | 宮崎放送（MRT）   | TBS系列        | 金曜 1:00 - 1:30（木曜深夜） | 遅れネット |        |

ネット配信
| 配信元 | 更新日時       | 備考                 |
| ------ | -------------- | -------------------- |
| TVer   | 金曜 1:59 更新 | 最新話限定で無料配信 |
| GYAO!  | 金曜 2:00 更新 | 最新話限定で無料配信 |
| hulu   | 更新時間不明   | 有料会員は全話見放題 |